# Gina (cràter)
|  | No s'ha de confondre amb Gena, un cràter de la Lluna. |

Gina és un cràter d'impacte en el planeta Venus de 14,6 km de diàmetre. Porta el nom d'un antropònim italià, i el seu nom va ser aprovat per la Unió Astronòmica Internacional el 1985.